# Elefánt (zenekar)
Az Elefánt egy magyar alternatívrock-zenekar, egy kreatív műhely, amely 2012 óta változatlan felállásban alkot és zenél együtt. Első stúdióalbumuk 2013-ban jelent meg Vérkeringő címmel. Két évvel később újabb lemezt adtak ki (Gomoly, 2015). Ez követte 2017-ben a Minden című anyag, amelyet már dupla teltház fogadott az A38 Hajón. 2019-ben megjelent negyedik lemezüket, az EL-t, a vidéki klubturné mellett az Akvárium NagyHalljában is dupla telt ház előtt ünnepelték. 2024-es SEMMI című albumuk már a Budapest Parkban színpadán debütált. A SEMMIért megkapták "Az év alternatív albuma" Fonogram-díjat is.

## Története
A jelenlegi formájában 2012 januárja óta Budapesten együtt zenélő, egyébként szombathelyi gyökerű Elefánt, 2011 decemberében mutatkozott be a nyilvánosság előtt. A két alapító által írt Magányos című daluk - és az ahhoz a Kodály Method projekt által készített klip - pillanatokon belül nagy siker lett. A szerzőpárosban megérett zenei koncepció végképp szükségessé tette az Elefánt kibővítését, amit egy nagyszabású bemutatkozó koncert tett aktuálissá: a zenekar az említett két alapítón kívül csupa remek, figyelemreméltó múlttal és sajátos karakterrel rendelkező taggal kibővülve vált öttagúvá.
Zenéjüket nehéz bekategorizálni: jellemző rá a 3/4-es lüktetés, a lágy melankólia és a kirobbanó energikusság egyaránt, hol gipsy-punk, hol pszichedélia, hol elektronikus műfajokból derengő elemek bukkannak fel. Stílusjegyek terén nehéz megnevezni egyet, így talán a korlátok nélküliség a legfontosabb ismérvük. Ennek ellenére dalaik sajátos atmoszférát hordoznak, amit a kreatív zenei megoldások és a különleges dalszövegek tesznek igazán egyedivé.
"Az Elefánt hosszú évek óta az első magyar zenekar a Kispál és a Quimby óta, amely a dallamokat, gondolatokat finom humorral is átszövi" - fogalmaz egy országos napilap kritikusa a zenekar dalaival kapcsolatban.[forrás?]
Az együttes Kék Szoba címmel 2012 tavaszán jelentette meg első, öt dalt tartalmazó kislemezét, amely bekerült az év kislemezei közé a Quart szerint. Ezt követően, 2013 áprilisában megjelent a Vérkeringő című első "igazi" nagylemezük. Ekkor beindult és azóta is tart a pörgés, sorra jöttek a klub koncertek, a fesztiválmeghívások szerte az országban. (PAFE, FOO, Alfa Fesztivál, EFOTT, VOLT, Művészetek Völgye, Bánki Tó, Art Placc, Buborék, FEZEN, SZIN stb.)
2013-ban sor került az MR2 Petőfi rádió Akusztik című műsorában egy 12 dalos anyag rögzítésére.
A koncertjeiken a csukott szemmel bólogató, táncolva ugráló és az első sorokban üvöltve énekelő rajongó egyaránt megtalálhatóak, de a slam poetry-re fogékony közönség is szép számban képviselteti magát.
A 2013/14-es klubszezonban pedig ott folytatták, ahol abba sem hagyták: meghatározó, közös fellépések az ország legerősebb koncertzenekaraival (Quimby, Vad Fruttik, Kiscsillag, Anna and the Barbies) és sikeres, egyre nagyobb létszámú önálló bulik.
A zenekar részese volt a 2014-es NAGYSZÍNPAD programnak valamint megjelent a Szimler Bálint és Rév Marcell által készített Balaton Method című filmben is.
2015 áprilisában jelent meg a második, Gomoly címre hallgató nagylemez, mely a Deezer toplistáját vezette több héten keresztül. Az Elefánt 2015-ben Fonogram díj jelölést kapott az Év hazai alternatív vagy indie-rock albuma vagy hangfelvétele kategóriában.
2017 márciusában jelent meg a zenekar harmadik, Minden című nagylemeze, melyen egy dal erejéig közreműködött a Akkezdet Phiaiból ismert Saiid (Süveges Márk) is.
2018-ban léptek fel először a Sziget Fesztiválon.
2019 szeptemberében jelent meg a negyedik studióalbum EL címmel.
A zenekar 2022-ben ünnepelte a 10 éves születésnapját, melyet két országos turnéval ünnepeltek, melynek állomásai kivétel nélkül teltházzal zárultak.
2021 és 2022 folyamán 4 Elefánt single készült (Én, Kár, Kardhal, Tó), melyek 2023-ban a Gázgyár Live Session Albumra is felkerültek.
2022-ben a Magyar Klipszemlén a KÖSZ című szám klipje is díjazott volt. 
2022-ben az EL album dupla platinalemez lett, a Kár single pedig platina kislemez. 
2022 legnépszerűbb albuma díjat 2023-ban az EL lemez kapta. 
2023-ban érkezett az IKSZ - Best of Elefánt - dupla vinyl album, amely az első 10 év legkedveltebb dalait tartalmazza.
2024-ben jelent meg SEMMI című lemez, amely a közönség mellett a szakma elismerését is kivívta. A Telex szerint “Az Elefánt bebizonyította, hogy a zenéjüket nem lehet bekategorizálni”, míg az Index a következőképp fogalmazott: “Változatos, tartalmas és erőteljes alkotás, amely az alternatív zenei szcéna szerelmeseinek igencsak ajánlott hallgatnivaló, de a mainstream rajongói is találhatnak rajta kedvelt dalokat.”
A zenekar a 08. Magyar Klipszemlén két díjat is nyert: a SEMMI album Van Harag című dalának klipje (legjobb ötlet – bronzérem), illetve az EL lemez IKAROSZ című számának animációja (legjobb animáció) érdemelt elismerést.
A SEMMIvel “Az év alternatív albuma” kategóriában a Fonogram-díjat is bezsebelték.

## Diszkográfia

### Albumok
| Év   | Album információ                                                | Legmagasabb helyezés                   | Minősítés          |
| Év   | Album információ                                                | MAHASZ Top 40 album- és válogatáslemez | Minősítés          |
| ---- | --------------------------------------------------------------- | -------------------------------------- | ------------------ |
| 2013 | Vérkeringő - Megjelent: 2013. április - Kiadó: Drum and Monkey  |                                        |                    |
| 2015 | Gomoly - Megjelent: 2015. március - Kiadó: Launching Gagarin    |                                        |                    |
| 2017 | Minden - Megjelent: 2017. március - Kiadó: Launching Gagarin    |                                        |                    |
| 2019 | EL - Megjelent: 2019. szeptember 20. - Kiadó: Launching Gagarin | 26                                     | 2x-es platinalemez |
| 2024 | SEMMI - Megjelent: 2024. május 3. - Kiadó: szerzői kiadás       | 7                                      |                    |

### Kislemezek
| Év   | Album információ                   | Legmagasabb helyezés                   | Minősítés |
| Év   | Album információ                   | MAHASZ Top 40 album- és válogatáslemez | Minősítés |
| ---- | ---------------------------------- | -------------------------------------- | --------- |
| 2012 | Kék Szoba - Megjelent: 2012. május |                                        |           |

### Videóklipek
| Év   | Videó                        | Készítették                                                                                             |
| ---- | ---------------------------- | --- |
| 2011 | Magányos                     | |
| 2013 | Szex                         | - Benke Hunor                                                                                           |
| 2014 | Alszik                       | - Szimler Bálint & Rév Marcell                                                                          |
| 2015 | Kedvenc Felhőmnek            | - Stekovics Anna                                                                                        |
| 2015 | Tizenhat                     | - Benke Hunor (Launching Gagarin)                                                                       |
| 2016 | Folyó (rajongói lyric video) | - Magyar Elemér                                                                                         |
| 2016 | Madarak                      | - Halász Glória - Hatvani Balázs                                                                        |
| 2017 | Faun                         | - Polhodzik Ádám                                                                                        |
| 2018 | Micsoda                      | - Hódi Levente - Tóth Fabó                                                                              |
| 2019 | Ég veled                     | - Hódi Levente - Tóth Fabó                                                                              |
| 2019 | Ikarosz                      | - Bátori Gábor - Nagy Ancsa - Zolnai Gergely                                                            |
| 2020 | Sokáig vártalak              | - Csepeli Eszter - Reviczky Zalán - Ecsedy Márton - Kovács Zoltán - Ecsedy Nándor                       |
| 2020 | Kösz (Official live video)   | - Budácsik Attila - Kovács Zoltán - Kovács Adél - Vedres Hajni                                          |
| 2021 | Nincs harag                  | - Budácsik Attila - Kovács Zoltán - Kovács Adél - Vedres Hajni                                          |
| 2021 | Én                           | - Bognár Bandi                                                                                          |
| 2021 | Kár                          | - Brauner Máté - Bálint Dániel                                                                          |
| 2021 | Kösz (Official video)        | - Brauner Máté - Bálint Dániel                                                                          |
| 2022 | Kardhal                      | - Hódi Levente - Tóth Fabó                                                                              |
| 2022 | Tó                           | - Hódi Levente - Tóth Fabó - Bacsó Gabriella                                                            |
| 2023 | Gázgyár live session         | - Zolnai Gergely - Nagy Anikó - Tóth Gergő - Ulveczki Mihályintro: Bátori 'Jim' Gábor - Sinco           |
| 2023 | Ikarosz                      | - Tóth Eszter - Tóth Zsuzsa - Szente Szimonetta - Kovács Odett - Havasi Barbara                         |
| 2024 | Van Harag                    | - Pablo Péter - Süveg Márk - Szirtes Mátyás - Kronavetter László - Kovács Pál - Kalmár Emese - Sas Márk |

## Díjak és jelölések
| Év   | Díj               | Kategória                                                          | Jelölt mű | Eredmény |
| ---- | ----------------- | ------------------------------------------------------------------ | --------- | -------- |
| 2015 | Fonogram-díj      | "Az év hazai alternatív vagy indie-rock albuma vagy hangfelvétele" | "Alszik"  | Jelölve  |
| 2022 | MTV EMA           | Legjobb magyar előadó                                              |           | Jelölve  |
| 2024 | Magyar Klipszemle | Legjobb ötlet                                                      | Van Harag | bronz    |
| 2024 | Magyar Klipszemle | Legjobb animáció                                                   | Ikarosz   | arany    |
| 2025 | Fonogram          | Az év alternatív albuma                                            | SEMMI     | nyert    |